# Czipó Tibor
Czipó Tibor (Verpelét, 1949. augusztus 26. – 2019. április 28.) magyar rockzenész, a Mini együttes alapító tagja, a Tolcsvay-trió basszusgitárosa, a kazettakészítés "nagy öregje".

## Pályafutása
1968-ban az Ifjúsági Magazinban Mini néven még egy trió volt látható: Czipó Tibor (gitár), Kiss Zoltán (basszusgitár), és Dobos „Doxa” Sándor (dob). A rövid életű formáció hamarosan kibővült Török Ádámmal  és Závodi Jánossal – ekkor Czipó basszusgitárra váltott. A Mini együttesnek ez a felállása 1969. augusztus 26-án mutatkozott be a közönségnek. Czipó 1971-ig volt a tagja az együttesnek.
Ugyanebben az évben basszusgitárosként csatlakozott a Tolcsvayék és a Trió együtteshez, majd az együttes felbomlása után 1974-től a Tolcsvay-trióban zenélt tovább.